# Pedro de Almada Pereira
Pedro de Almada Pereira (Odemira, Vila Nova de Milfontes, - Lisboa, 24 de Maio de 1911), foi um proprietário alentejano, mestre-escola e jornalista português.

## Família
Filho de Tomé José Valério (Odemira, Vila Nova de Milfontes), que viveu e foi proprietário em Odemira, Vila Nova de Milfontes, e de sua mulher (Aljustrel, Messejana) Maria Amância de Almada, que também usou o nome de Maria Amância Palma (Aljustrel, Messejana).

## Biografia
Foi proprietário Alentejano, mestre-escola em Messejana and Aljustrel e jornalista, Fundador do periódico O Campo d'Ourique, do qual era proprietário, em 1872.

## Casamento e descendência
Casou com Margarida Francisca Camacho de Negreiros, que também usou os apelidos Lobo Bravo de Negreiros (Aljustrel, Aljustrel), filha de António Lobo Camacho (Aljustrel, Aljustrel), proprietário alentejano, e de sua mulher (Serpa) Ana Isabel Bravo de Negreiros (Serpa, Salvador). Foram pais de António Lobo de Almada Negreiros.